# Ли (народ)
Ли (кит. упр. 黎族, пиньинь Lí Zú; самоназвание — «Hlai» ) — китайское название таиязычных аборигенов острова Хайнань (КНР).
Численность — 1 247 814 человек (2000 г). Язык ли относится к тай-кадайским языкам. Распространены анимистические верования и культ предков. Незначительное число исповедует христианство. Центр расселения — хребет Учжишань, где в 1952 был создан Хайнань-Ли-Мяоский автономный округ (упразднён в 1988 году). Основные традиционные занятия — подсечно-огневое земледелие и охота. По культуре ли занимают промежуточное положение между тайскими и индонезийскими народами. Предки ли, лоюэ, жили на материке; в первые века под давлением ханьцев переселились на остров Хайнань.